# North Liberty (Indiana)
North Liberty est une municipalité située dans le comté de Saint Joseph, dans l’État de l'Indiana, aux États-Unis. Lors du recensement de 2020, elle comptait 1 623 habitants.